# Grigorij Razumowski

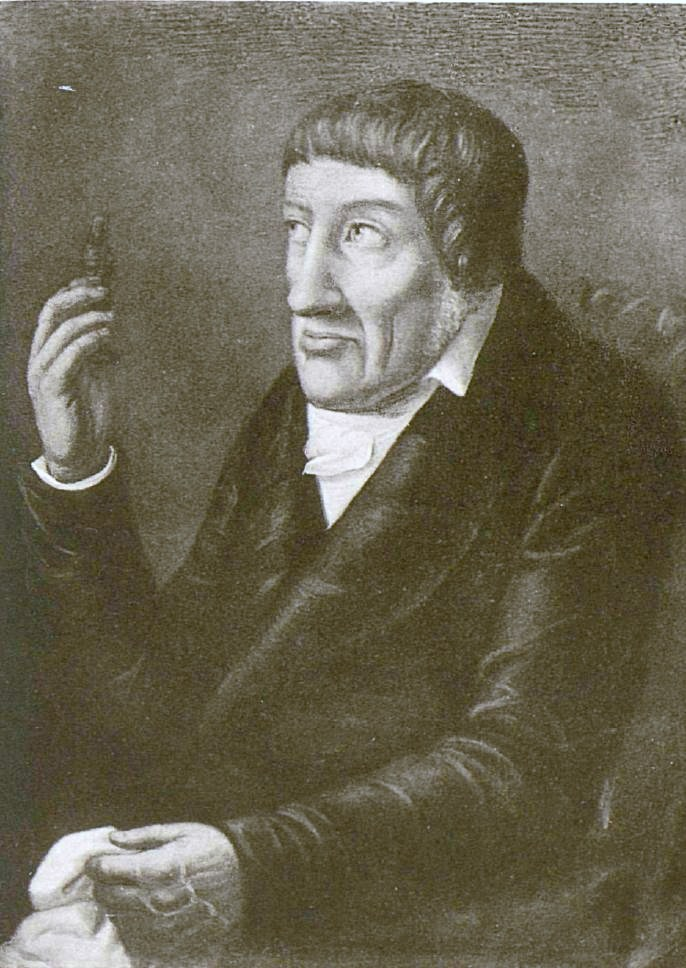
Grigorij Razumowski

Grigorij Kiriłłowicz Razumowski, znany także jako Grégoire de Razoumowsky lub Grigory Kirillovich Razumovsky (ur. 10 listopada 1759, zm. 3 czerwca 1837) – ukraiński szlachcic, filozof polityczny, botanik, zoolog, geolog. Na zachodzie znany też z dorobku pisarskiego.

## Życiorys
Był piątym synem ostatniego hetmana Ukrainy Cyryla Razumowskiego. Utracił rosyjskie obywatelstwo za otwarty sprzeciw wobec systemu carskiego za panowania Aleksandra I. G. Razumowski wyemigrował do Europy, gdzie w 1811 roku uzyskał szlachectwo czeskie. Otrzymał tytuł hrabiego od Cesarstwa Austriackiego. Jako przyrodnik opisał jako pierwszy m.in.: traszkę helwecka (Triturus helveticus, obecnie Lissotriton helveticus). Od 1788 był członkiem Szwedzkiej Królewskiej Akademii Nauk.

## Publikacje
- Observations Minéralogiques sur les environs de Vienne (1822).
- «Essai d’un système de transition de la nature dans le règne minéral. Lausanne»
- «Oeuvres de M. le comte Grégoire de Razoumowsky». Lausanne, chez Maures Cadet. 1784. 2 vol.
- "Histoire naturelle de Jorat et de ses environs et celle des trois lacs de Neufchatel, Morat et Brienne, précédée d’un essai sur le climat, les productions, le commerce, les animaux de la partie du pays de Vaud ou de la Suisse Romanne, qui entre dans le plan de cet ouvrage, par le comte de Razoumowsky (Lausanne, chez Jean Maures. 1789. 2 vol).
- Von der Ukrainischen Stutereien. Lebrbegriff von den Krankheiten der Pferde und deren Heilung von I. C. Zeihers. Berlin. 8